# Audi Cup 2011
Audi Cup 2011 – druga edycja Audi Cup, która odbyła się w dniach 29–30 lipca na stadionie Allianz Arena w Monachium. W turnieju wzięły udział 4 zespoły.

## Drużyny
- AC Milan
- Bayern Monachium
- FC Barcelona
- SC Internacional

## Mecze turnieju

### Półfinał 1.
| 26 lipca 2011 18:30 | FC Barcelona · Alcantara 15' · Dos Santos 65' | 2:21:0 | SC Internacional · Nei 55' · Damião 85' | Allianz Arena Widzów: 69 000 Sędzia: Felix Brych |
|                     |                                               |        |                                         |                                                  |

#### Rzuty karne

##### SC Internacional
W rzutach karnych 4 – 2 dla Barcelony

### Półfinał 2.
| 26 lipca 2011 20:45 | AC Milan · Ibrahimovic 4' | 1:1 | Bayern Monachium · Kroos 35' | Allianz Arena Widzów: 69 000 Sędzia: Peter Sippel |
|                     |                           |     |                              |                                                   |

#### Rzuty karne

##### AC Milan
W rzutach karnych 5 – 3 dla Bayernu

### Mecz o 3. miejsce
| 27 lipca 2011 18:30 | SC Internacional · Damião 23' · D’Alessandro 80' | 2:21:1 | AC Milan · Ibrahimovic 3' · Pato 60' | Allianz Arena Widzów: 69 000 Sędzia: Günter Perl |
|                     |                                                  |        |                                      |                                                  |

#### Rzuty karne

##### AC Milan
W rzutach karnych: 4 – 3 dla Internacionalu.

### Finał
| 27 lipca 2011 20:45 | FC Barcelona · Alcantara 42', 75' | 2:00:0 | Bayern Monachium | Allianz Arena Widzów: 69 000 Sędzia: Wolfgang Stark |
|                     |                                   |        |                  |                                                     |

## Zestawienie końcowe klubów
| Pozycja | Drużyna                    |
| ------- | -------------------------- |
| 1       | FC Barcelona               |
| 2       | Bayern Monachium           |
| 3       | International Porto Alegre |
| 4       | AC Milan                   |

## Strzelcy bramek
3 gole
- Thiago Alcantara (Barcelona)

1 gol
- Anderson (Manchester United)
- Federico Insúa (Boca Juniors)
- Andrea Pirlo (AC Milan)
- Bastian Schweinsteiger (Bayern)
- Saër Sène (Bayern)
- Thiago Silva (AC Milan)
- Antonio Valencia (Manchester United)
- Lucas Viatri (Boca Juniors)